# Dmitrij Skopincew
Dmitrij Władimirowicz Skopincew (ros. Дми́трий Влади́мирович Ско́пинцев; ur. 2 marca 1997 w Woroneżu) – rosyjski piłkarz grający na pozycji lewego obrońcy lub pomocnika. Od 2020 jest zawodnikiem klubu Dinamo Moskwa.

## Kariera klubowa
Swoją karierę piłkarską Skopincew rozpoczynał w juniorach takich klubów jak: DYuSShOR-15 Woroneż (do 2010), Dinamo Moskwa (2014-2014), Zenit Petersburg (2014-2015) i RB Leipzig (2015). W 2015 roku został zawodnikiem austirackiego FC Liefering. 23 października 2015 zadebiutował w jego barwach w Erste Liga w przegranym 0:1 wyjazdowym meczu z SC Wiener Neustadt. Zawodnikiem Liefering był przez rok.
We wrześniu 2016 roku Skopincew wrócił do Rosji i za 380 tysięcy euro przeszedł do FK Rostów. W klubie tym swój debiut zaliczył 29 października 2016 w przegranym 0:1 wyjazdowym meczu z Amkarem Perm i był to jego jedyny mecz w sezonie 2016/2017 w barwach Rostowa.
W styczniu 2017 Skopincew został wypożyczony do Bałtiki Kaliningrad, grającej w Pierwyj diwizion. W Bałtice swój debiut zanotował 8 marca 2017 w zwycięskim 1:0 domowym spotkaniu z Wołgarem Astrachań. W Bałtice grał również w rundzie jesiennej sezonu 2017/2018, a następnie wrócił do Rostowa, w którym grał do końca 2018 roku.
Zimą 2019 roku Skopincew został sprzedany z Rostowa do FK Krasnodar za kwotę 4,4 miliona euro. W Krasnodarze zadebiutował 3 marca 2019 w zremisowanym 1:1 wyjazdowym meczu ze Spartakiem Moskwa. Zawodnikiem Krasnodaru był przez cały 2019 rok.
W styczniu 2020 Skopincew został sprzedany za 4,3 miliona euro do Dinama Moskwa. Swój debiut w Dinamie zanotował 1 września 2019 w wygranym 4:2 wyjazdowym meczu z Urałem Jekaterynburg i w debiucie zdobył gola.
| Sezon   | Klub                | Kraj    | Rozgrywki        | Mecze | Gole |
| ------- | ------------------- | ------- | ---------------- | ----- | ---- |
| 2015/16 | FC Liefering        | Austria | Erste Liga       | 13    | 0    |
| 2016/17 | FK Rostów           | Rosja   | Priemjer-Liga    | 1     | 0    |
| 2016/17 | Bałtika Kaliningrad | Rosja   | Pierwyj diwizion | 12    | 1    |
| 2017/18 | Bałtika Kaliningrad | Rosja   | Pierwyj diwizion | 24    | 10   |
| 2017/18 | FK Rostów           | Rosja   | Priemjer-Liga    | 10    | 0    |
| 2018/19 | FK Rostów           | Rosja   | Priemjer-Liga    | 15    | 0    |
| 2018/19 | FK Krasnodar        | Rosja   | Priemjer-Liga    | 9     | 1    |
| 2019/20 | FK Krasnodar        | Rosja   | Priemjer-Liga    | 5     | 1    |
| 2019/20 | Dinamo Moskwa       | Rosja   | Priemjer-Liga    | 10    | 1    |
| 2020/21 | Dinamo Moskwa       | Rosja   | Priemjer-Liga    | 24    | 1    |

## Kariera reprezentacyjna
Skopincew ma za sobą występy w reprezentacji Rosji U-16, U-17, U-18, U-19, i U-21.